# Lauren Collins
Lauren Collins (ur. 29 sierpnia 1986 w Thornhill, Ontario) – kanadyjska aktorka telewizyjna, znana głównie z roli Paige Michalchuk z serialu dla młodzieży Degrassi: Nowe pokolenie. Ma 157 cm wzrostu.

## Filmografia
- 2008: TheBorder jako Zoe
- 2008: Od sklepowej do królowej (Picture This) jako Alex
- 2007: Charlie Bartlett jako Kelly
- 2006: Booky Makes Her Mark jako Ada-May
- 2006: Wytańczyć marzenia (Take the Lead) jako Caitlin
- 2005–2009: Derek kontra rodzinka (Life with Derek) jako Kendra
- 2005: Degrassi: The Next Generation – Jay and Silent Bob do Degrassi jako Paige
- 2004: Renegadepress.com jako Amanda (gościnnie)
- 2003–2005: Radiostacja Roscoe (Radio Free Roscoe) jako Blaire (gościnnie)
- 2002–2005: 11. godzina (Eleventh Hour, The) jako Sara Chase (gościnnie)
- 2001–2004: Pokolenie mutantów (Mutant X) jako Megan Morrison (gościnnie)
- 2001–2004: Oblicza zbrodni (Blue Murder) jako Shannon Brady (gościnnie)
- 2001: Czego uczą się dziewczyny (What Girls Learn) jako Susie
- 2001: Degrassi: Nowe pokolenie (Degrassi: The Next Generation) jako Paige Michalchuk (gościnnie)
- 2001: Degrassi: Nowe pokolenie (Degrassi: The Next Generation) jako Paige Michalchuk
- 2000: Virtual Mom jako Lucy Foster
- 2000: In a Heartbeat jako Brooke Lanier
- 2000: Z premedytacją (Deliberate Intent) jako Erin Smolla
- 2000: Sophie (Baby) jako Portia Pinter
- 1999–2000: I Was a Sixth Grade Alien jako Linda May
- 1999: Zabłąkane duchy (Dead Aviators) jako Rhonda
- 1999: Rocky Marciano jako Mary Anne
- 1998–2001: Real Kids, Real Adventures jako Meggie (gościnnie)
- 1998: Wesołych Świąt, panno King! (Happy Christmas, Miss King) jako Libby Hybble
- 1998: Sprawa Valentine’a (Valentine’s Day) jako Młoda Alma
- 1998: Blood on Her Hands jako Ruby Collins
- 1997–1998: Był sobie złodziej (Once a Thief) jako Cleo z pokoju 13 (gościnnie)